# Gmina Brzeg Dolny
Die Gmina Brzeg Dolny [ˈbʒɛk ˈdɔlnɨ] ist eine Stadt- und Landgemeinde im Powiat Wołowski der Woiwodschaft Niederschlesien in Polen. Ihr Sitz ist die gleichnamige Stadt (deutsch Dyhernfurth) mit etwa 12.500 Einwohnern.

## Gliederung
Zur Stadt- und Landgemeinde Brzeg Dolny gehören neben der Stadt selbst 13 Dörfer (deutsche Namen, amtlich bis 1945) mit einem Schulzenamt:
- Bukowice (Pathendorf)
- Godzięcin (Thiergarten)
- Grodzanów (Grosen)
- Jodłowice (Tannwald)
- Naborów (Neudorf)
- Pogalewo Małe (Klein Pogul)
- Pogalewo Wielkie (Groß Pogul)
- Pysząca (Bschanz, 1937–1945 Schanzberg)
- Radecz (Seifersdorf)
- Stary Dwór (Althof)
- Wały (Reichwald)
- Żerków (Groß Sürchen)
- Żerkówek (Klein Sürchen)

## Partnerschaften
Gemeindepartnerschaften bestehen mit:
- Barsinghausen, Deutschland
- Kowel, Ukraine
- Mont-Saint-Aignan, Frankreich
- Tschernjachowsk (Insterburg), Russland